# Michael Waidner

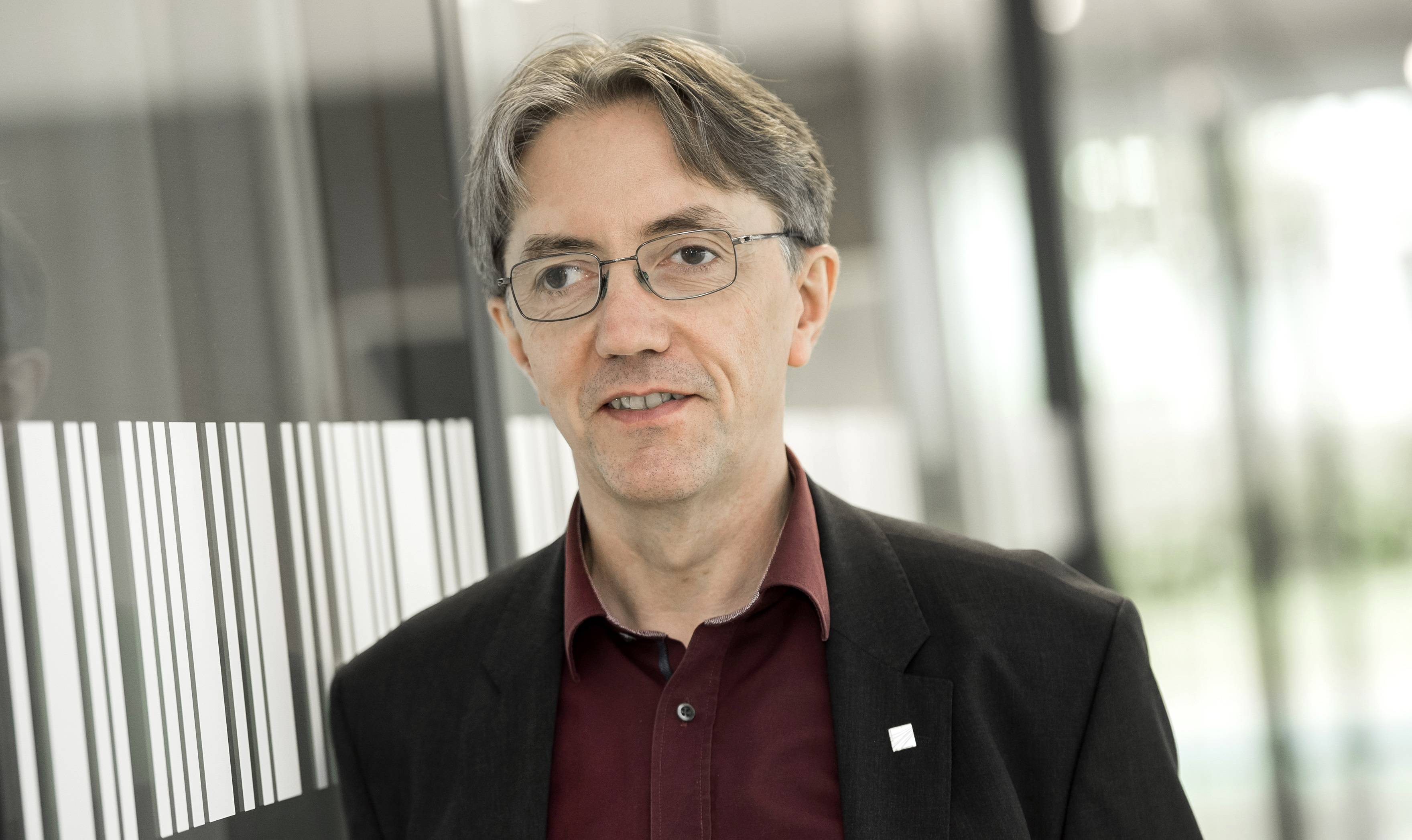
Michael Waidner (2017)

Michael Waidner (* 1961 in Mühlacker) ist ein deutscher Informatiker. Er ist Leiter des Fraunhofer-Instituts für Sichere Informationstechnologie in Darmstadt.

## Leben
Michael Waidner erhielt sein Diplom 1986 von der Universität Karlsruhe und promovierte dort 1991 in Informatik. Der Titel seiner Dissertation lautete "Byzantinische Verteilung ohne kryptographische Annahmen trotz beliebig vieler Fehler". Von 1994 bis 2006 leitete er die Forschung im Bereich der IT-Sicherheit und des Datenschutzes bei IBM Research – Zurich und war einer der Initiatoren des Zurich Information Security Centers an der ETH Zürich. Danach wechselte er zu IBM in New York und war dort bis September 2010 IBM Chief Technology Officer for Security und Vorsitzender des IBM Security Architecture Boards.
Seit 2010 ist er Professor für Sicherheit in der Informationstechnik am Fachbereich Informatik der Technischen Universität Darmstadt und Leiter des Fraunhofer-Instituts für Sichere Informationstechnologie in Darmstadt und Birlinghoven. Ferner ist Waidner Direktor des Center for Research in Security and Privacy, dem Nationalen Forschungszentrum für angewandte Cybersicherheit, welches 2019 in ATHENE umbenannt wurde. Er hält eine Gastprofessur an der Hebräischen Universität Jerusalem inne.
Seit 2017 ist Waidner auch Chief Digital Officer der Stadt Darmstadt.
Er ist Fellow der IEEE und ACM Distinguished Scientist. Seit 2021 ist Waidner Mitglied der Deutschen Akademie der Technikwissenschaften (acatech).

## Veröffentlichungen
Waidner ist Autor und Co-Autor von mehr als 130 wissenschaftlichen und technischen Veröffentlichungen in den Bereichen Sicherheit, Privacy, Verlässlichkeit und Kryptographie.